# Полуправильный многогранник
Полуправильные многогранники — в общем случае это различные выпуклые многогранники, которые, не являясь правильными, имеют некоторые их признаки, например: все грани равны, или все грани являются правильными многоугольниками, или имеются определённые пространственные симметрии. Определение может варьироваться и включать различные типы многогранников, но в первую очередь сюда относятся архимедовы тела.

## Классификация
Полуправильными в этом случае называются многогранники, у которых отсутствует только одно из первых двух из следующих свойств правильных тел:
- Все грани являются правильными многоугольниками;
- Все грани одинаковы;
- Тело относится к одному из трёх существующих типов пространственной симметрии (тетраэдральной, октаэдральной или икосаэдрической).

Архимедовы — тела, у которых отсутствует второе свойство, у каталановых отсутствует первое, третье свойство сохраняется для обоих видов тел. Тела, не обладающие третьим свойством, называются телами Джонсона (некоторые из которых не обладают и вторым свойством) и не относятся к полуправильным.
Помимо архимедовых и каталановых тел к полуправильным многогранникам иногда относят и бесконечные последовательности призм и антипризм, у которых также отсутствует только второе свойство. Призмы и антипризмы, однако, относятся к диэдральной группе симметрии, для которой не существует правильных многогранников.

### Архимедовы тела
Архимедовы тела — выпуклые многогранники, обладающие двумя свойствами:
- Все грани являются правильными многоугольниками двух или более типов (если все грани — правильные многоугольники одного типа, это — правильный многогранник, или платоново тело);
- для любой пары вершин существует симметрия многогранника (то есть движение, переводящее многогранник в себя), переводящая одну вершину в другую. В частности,
  - все многогранные углы при вершинах конгруэнтны.

Первое построение полуправильных многогранников приписывается Архимеду, хотя соответствующие работы утеряны.
Все архимедовы тела являются правильногранными многогранниками.

### Каталановы тела
Тела, двойственные архимедовым, так называемые каталановы тела, имеют конгруэнтные грани (переводимые друг в друга сдвигом, вращением или отражением), равные двугранные углы и правильные многогранные углы. Каталановы тела тоже иногда называют полуправильными многогранниками. В этом случае полуправильными многогранниками считается совокупность архимедовых и каталановых тел. Архимедовы тела являются полуправильными многогранниками в том смысле, что их грани — правильные многоугольники, но они не одинаковы, а каталановы — в том смысле, что их грани одинаковы, но не являются правильными многоугольниками; при этом для тех и других сохраняется условие одного из типов пространственной симметрии: тетраэдрического, октаэдрического или икосаэдрического.

## Список полуправильных многогранников
Существует 13 архимедовых тел, два из которых (курносый куб и плосконосый додекаэдр) не являются зеркально-симметричными и имеют левую и правую формы. Если учитывать левую и правую форму как отдельные тела, тогда получится 15 архимедовых тел. Соответственно, существует 13 (15) каталановых тел.
| Многогранник — архимедово тело | Грани                                                                         | Вершины | Рёбра | Конфигурация вершины | Двойственный — каталаново тело      | Группа симметрии |
| ------------------------------ | ----------------------------------------------------------------------------- | ------- | ----- | -------------------- | ----------------------------------- | ---------------- |
| Кубооктаэдр                    | 8 треугольников 6 квадратов                                                   | 12      | 24    | 3,4,3,4              | Ромбододекаэдр                      | Oh               |
| Икосододекаэдр                 | 20 треугольников 12 пятиугольников                                            | 30      | 60    | 3,5,3,5              | Ромботриаконтаэдр                   | Ih               |
| Усечённый тетраэдр             | 4 треугольника 4 шестиугольника                                               | 12      | 18    | 3,6,6                | Триакистетраэдр                     | Td               |
| Усечённый октаэдр              | 6 квадратов 8 шестиугольников                                                 | 24      | 36    | 4,6,6                | Тетракисгексаэдр (преломлённый куб) | Oh               |
| Усечённый икосаэдр             | 12 пятиугольников 20 шестиугольников                                          | 60      | 90    | 5,6,6                | Пентакисдодекаэдр                   | Ih               |
| Усечённый куб                  | 8 треугольников 6 восьмиугольников                                            | 24      | 36    | 3,8,8                | Триакисоктаэдр                      | Oh               |
| Усечённый додекаэдр            | 20 треугольников 12 десятиугольников                                          | 60      | 90    | 3,10,10              | Триакисикосаэдр                     | Ih               |
| Ромбокубоктаэдр                | 8 треугольников 18 квадратов (6 — в кубическом положении, 12 — в ромбическом) | 24      | 48    | 3,4,4,4              | Дельтоидальный икоситетраэдр        | Oh               |
| Ромбоикосододекаэдр            | 20 треугольников 30 квадратов 12 пятиугольников                               | 60      | 120   | 3,4,5,4              | Дельтоидальный гексеконтаэдр        | Ih               |
| Ромбоусечённый кубооктаэдр     | 12 квадратов 8 шестиугольников 6 восьмиугольников                             | 48      | 72    | 4,6,8                | Гекзакисоктаэдр                     | Oh               |
| Ромбоусечённый икосододекаэдр  | 30 квадратов 20 шестиугольников 12 десятиугольников                           | 120     | 180   | 4,6,10               | Гекзакисикосаэдр                    | Ih               |
| Курносый куб                   | 32 треугольника 6 квадратов                                                   | 24      | 60    | 3,3,3,3,4            | Пентагональный икоситетраэдр        | O                |
| Курносый додекаэдр             | 80 треугольников 12 пятиугольников                                            | 60      | 150   | 3,3,3,3,5            | Пентагональный гексеконтаэдр        | I                |

## Использование
Каталановы тела — наряду с платоновыми телами, равногранными бипирамидами и трапецоэдрами — используются в качестве игральных костей в некоторых настольных играх (см. фотографии). Архимедовы тела, у которых грани не равноправны и потому имеют разные шансы выпадения, для этой цели мало пригодны.